# NGC 4031
NGC 4031 (другие обозначения — MCG 5-28-75, ZWG 157.82, ARAK 341, PGC 37855) — спиральная галактика (Sb) в созвездии Большой Медведицы. Открыта Генрихом Луи Д’Арре в 1864 году.
Этот объект входит в число перечисленных в оригинальной редакции «Нового общего каталога».

## Описание
Астрономический объект представляет собой спиральную галактику (Sb), расположенную на расстоянии около 361 млн св. л. от Млечный Пути в созвездии Большой Медведицы. Объект был открыл 6 апреля 1864 года Генрихом Луи Д’Арре с помощью 11-дюймового рефрактора в Копенгагене. «Он упомянул звезду с величиной 15,5 на южном конце, хотя его оценка величины (17,0) слишком слабая».

## Наблюдение

### Данные наблюдений
Видимая звёздная величина в диапазоне чувствительности глаза mV = 14,4m, в синем фильтре mB = 14,7m, в полосе К (ближний инфракрасный свет) mK = (11,415 ± 0,054)m. Поверхностная яркость — 12,9 mag/arcmin2; угловое положение — 60°.
Радиальная скорость 7960 км/с. Космологическое красное смещение z = +0,026145 ± 0,000107. Видимые размеры — 0,7' × 0,4'.
На сайте Центрального бюро астрономических телеграмм из «Отчёта о последующем наблюдении за переходными объектами» сообщается, что возможно обнаружена сверхновая звезда PSN J12003192+3157011, которая не была обнаружена ранее на изображениях размером 1 x 15 угловых минут с использованием яркостного фильтра с предельной величиной 18,5.

### Астрономические данные
По состоянию на стандартную эпоху J2000.0 прямое восхождение объекта составляет 12ч 00м 31,3с, склонение +31° 56′ 48″.